# Агенция за контрол на храните и лекарствата на САЩ
Агенцията за контрол на храните и лекарствата на САЩ (на английски: Food and Drug Administration или FDA) е административна служба към Министерството на здравеопазването и социалната политика на САЩ.
Занимава се с контрола на качеството на хранителните продукти, лекарствените препарати, козметичните средства, тютюневите изделия и някои други категории стоки, а също така осъществява контрол върху спазването на законите и стандартите в тази област.
Агенцията е създадена през 1906 г. съгласно щатския Закон за хранителните продукти и лекарствата, като отначало се е наричала Бюро по химия (Bureau of Chemistry). Под настоящето си име работи от 1931 г.
Ръководителят на FDA се предлага от президента на САЩ и се утвърждава от Сената. Той се подчинява на министъра на здравеопазването и социалните служби.

## Функции
FDA отговаря за опазване здравето на населението чрез регулиране в областта на качеството и безопасността на хранителните продукти, лекарствата, лекарствените и фармацевтични продукти, включително козметика, лекарствата (както изписваните по рецепта, така и свободно продаваните), ваксините, включително тези за COVID, медицинска апаратура и ветеринарните препарати; също хранителните добавки и тютюневите изделия. Също така FDA контролира изпълнението на някои закони, например, на раздел 361 от Закона за общественото здравеопазване (Public Health Service Act) и свързаните с него подзаконови актове. В задачите на агенцията влиза и контролът за спазването на законодателните норми в областта на поддържане качеството на хранителните продукти, лекарствените препарати и козметичните средства.